# Brownsville (Florida)
Brownsville è un Census-designated place degli Stati Uniti d'America situato nella parte settentrionale della Contea di Miami-Dade dello Stato della Florida.
Secondo le stime del 2010, la città ha una popolazione di 15.313 abitanti su una superficie di 5,90 km².